# Leone Paraspondilo
Leone Paraspondilo (in greco Λέων Παρασπόνδυλος?; fl. XI secolo) è stato un alto funzionario bizantino dell'XI secolo, che ha ricoperto il ruolo di ministro capo (paradynasteuon) dell'imperatrice Teodora e dell'imperatore Michele VI.

## Biografia
Il cognome di Leone è con ogni probabilità un soprannome; sembra che appartenesse alla famiglia Sfrondilo, e forse era un parente del generale Michele Sfrondilo. È citato come funzionario sotto Michele IV il Paflagone (r. 1034-1041), e salì in carica per diventare ministro capo dell'Impero (paradynasteuon) sotto Teodora (r. 1042-1056) e Michele VI (r. 1056-1057), ricoprendo le cariche di synkellos e protosynkellos.
Il contemporaneo di Leone, lo storico e collega Michele Attaliate, lo considerava un ottimo amministratore, ma fu il rifiuto di Paraspondilo di soddisfare le richieste dei principali generali dell'Impero nel 1057 che portò alla loro ribellione e al rovesciamento di Michele VI e all'insediamento sul trono di uno di loro, Isacco I Comneno (r. 1057-59). Dopo la vittoria dei ribelli, Paraspondilo fu destituito dalla carica ed esiliato da Costantinopoli, forse con la tonsura forzata. Sebbene occasionalmente critico nei confronti dei suoi modi rudi, Michele Psello intervenne a suo favore presso Isacco I Comneno, con scarsi risultati. Di Leone non si sa più nulla in seguito.